# Église Notre-Dame-de-l'Assomption de Montournais
L'église Notre-Dame est une église catholique située à Montournais, dans l'ouest de la France.

## Localisation
L'église est située dans le département français de la Vendée, sur la commune de Montournais.

## Historique
Le clocher-porche d'Architecture romane a été construit à partir du XIIe siècle ; l'église d'Architecture gothique a été construite au XVe siècle. L'abside a été reconstruite au XIXe siècle. 

## Protection
L'église Notre-Dame-de-l'Assomption est inscrite au titre des monuments historiques, l'église, y compris les absides du XIXe siècle, (cad. AB 115) : inscription par arrêté du 18 février 1993 